# 2002 ve filmu

## Filmy roku 2002

### České filmy
- A.B.C.D.T.O.P.O.L. (režie: Filip Remunda)
- Andělská tvář (režie: Zdeněk Troška)
- Brak (režie: Karel Spěváček)
- Fimfárum Jana Wericha (režie: Vlasta Pospíšilová a Aurel Klimt)
- Jan 69 (režie: Stanislav Milota)
- Nevěsta s velkýma nohama (režie: Viktor Polesný)
- Obec B (režie: Filip Remunda)
- Perníková věž (režie: Milan Šteindler)
- Rok ďábla (režie: Petr Zelenka)
- Smradi (režie: Zdeněk Tyc)
- Výlet (režie: Alice Nellis)

### Zahraniční filmy
- 8 žen (režie: François Ozon)
- Adaptace (režie: Spike Jonze)
- Agent bez minulosti (režie: Doug Liman)
- Asterix a Obelix: Mise Kleopatra (režie: Alain Chabat)
- Balto 2: Na vlčí stezce (režie: Phil Weinstein)
- Červený drak (režie: Brett Ratner)
- Dlouhá cesta (film) (režie: Adam Shankman)
- Dnes neumírej (režie: Lee Tamahori)
- Doba ledová (režie: Chris Wedge a Carlos Saldanha)
- Equilibrium (režie: Kurt Wimmer)
- Femme Fatale (režie: Brian De Palma)
- Frida (režie: Julie Taymor)
- Gangy New Yorku (režie: Martin Scorsese)
- Harry Potter a Tajemná komnata (režie: Chris Columbus)
- Hartova válka (režie: Gregory Hoblit)
- Hodiny (režie: Stephen Daldry)
- Hrdina (režie: Čang I-mou)
- Chicago (režie: Rob Marshall)
- Chyť mě, když to dokážeš (režie: Steven Spielberg)
- Interstate 60 (režie: Bob Gale)
- K-19: Stroj na smrt (režie: Kathryn Bigelow)
- Kód Navajo (režie: John Woo)
- Král Škorpion (režie: Chuck Russell)
- Království koček (režie: Hirujoki Morita)
- Kruh (režie: Gore Verbinski)
- Krvavá neděle (režie: Paul Greengrass)
- Lilja (režie: Lukas Moodysson)
- Milujte svého zabijáka (režie: George Clooney)
- Minority Report (režie: Steven Spielberg)
- Mluv s ní (režie: Pedro Almodóvar)
- Moje tlustá řecká svatba (režie: Joel Zwick)
- Momentky (režie: Rudolf van den Berg)
- Muž bez minulosti (režie: Aki Kaurismäki)
- Muži v černém 2 (režie: Barry Sonnenfeld)
- Naqoyqatsi (režie: Godfrey Reggie)
- O Schmidtovi (režie: Alexander Payne)
- Padlé ženy (režie: Peter Mullan)
- Pán prstenů: Dvě věže (režie: Peter Jackson)
- Pianista (režie: Roman Polanski)
- Prostě sexy (režie: Roger Kumble)
- Python 2 (režie: Lee McConnellová)
- Rabbit-Proof Fence (režie: Phillip Noyce)
- Rabbits (režie: David Lynch)
- Resident Evil (režie: Paul W. S. Anderson)
- Rozjeď to! (režie: Charles Stone III)
- Sekretářka (režie: Steven Shainberg)
- Spider-Man (režie: Sam Raimi)
- Spirit – divoký hřebec (režie: Kelly Asbury a Lorna Cook)
- Spy Kids 2: Ostrov ztracených snů (režie: Robert Rodriguez)
- Star Trek: Nemesis (režie: Stuart Baird)
- Star Wars: Epizoda II – Klony útočí (režie: George Lucas)
- Stroj času (režie: Simon Wells)
- Špína Londýna (režie: Stephen Frears)
- Ted Bundy (režie: Matthew Bright)
- Vosí hnízdo (režie: Florent Emilio Siri)
- xXx (režie: Rob Cohen)
- Záhada vyvoleného (režie: Sebastian Niemann)
- Zloději času (režie: Jonathan Frakes)
- Znamení (režie: M. Night Shyamalan)